# Morphe (linguistique)
Pour les articles homonymes, voir morphe.
Un morphe est, en morphologie, la forme apparente d'un ou de plusieurs morphèmes. Par exemple, dans calculateur, on peut distinguer deux morphes, le radical calcul et le suffixe -ateur. Ces deux morphes sont aussi des morphèmes, car ils ont une certaine indépendance dans la langue.
En revanche, on peut avoir un seul morphe pour deux morphèmes, ou deux morphes pour un seul morphème :
- dans chevaux, on comprend bien qu'il y a deux unités abstraites, ou deux morphèmes, cheval + pluriel. Mais c'est un monème amalgamé dans la terminologie d'André Martinet, c'est-à-dire que chevaux constitue un morphe, et un seul.
- à l'inverse, il y a constitue un seul morphème : dans il y a, il n'a pas de sens en soi, c'est le groupe il y a qui est sémantiquement pertinent. Mais ce groupe est composé de trois morphes, qu'on retrouve ailleurs : il, y et a.

Un morphème discontinu tel que ne... + pas contient plusieurs morphes pour un seul morphème.
Il ne faut pas confondre morphe et mot-forme, car le mot-forme est simplement le mot séparé d'un autre par un espace. Ainsi, dans nous travaillons, on a :
- trois morphes, nous + travail- + ons ;
- deux morphèmes, travail- + nous... ons, ce dernier morphème, marquant la première personne du pluriel, étant discontinu ;
- deux mots-formes, nous et travaillons.